# Crotalaria laburnifolia
Crotalaria laburnifolia är en ärtväxtart som beskrevs av Carl von Linné. Crotalaria laburnifolia ingår i släktet sunnhampor, och familjen ärtväxter.

## Underarter
Arten delas in i följande underarter:
- C. l. australis
- C. l. eldomae
- C. l. laburnifolia
- C. l. petiolaris
- C. l. tenuicarpa